# 十二所 (鎌倉市)
十二所（じゅうにそ）は神奈川県鎌倉市鎌倉地域にある大字。鎌倉市の北東端に位置し、横浜市金沢区と接する。住居表示未実施区域。

## 地理・歴史
地名の由来は、天保9年（1838年）まで光触寺境内にあった鎮守熊野三山の「熊野十二所権現社」（現在の十二所神社）に由来する。『新編鎌倉志』では「民家が十二軒あったことによる」と記載されているが、これは俗説である。
初見は光触寺伝来の縁起絵巻『頬焼阿弥陀縁起』に文和4年（1355年）9月付で書かれた奥書に記載されている「十二所道場」で、この道場は光触寺を指している。熊野社は「大倉の熊野堂」と称し、鎌倉における熊野信仰の拠点であった。
上杉禅秀の乱では鎌倉公方足利持氏が岩殿寺から十二所を経て小坪、由比ヶ浜、佐助へと逃走したという記録が残っている。
天正19年（1591年）の「徳川家康寄進状」では十二所において建長寺、東慶寺両寺の寺領が寄進されている。幕末には五十八貫余の寺領があった。『新編相模国風土記稿』において二階堂村の項に、十二所村民戸26戸と記載され、明治3年（1870年）には家数42戸、人別198人とされている。

### 地価
住宅地の地価は、2023年（令和5年）1月1日の公示地価によれば、十二所字鑪谷665番9の地点で11万4000円/m2となっている。

## 世帯数と人口
2023年（令和5年）9月1日現在（鎌倉市発表）の世帯数と人口は以下の通りである。
| 大字   | 世帯数  | 人口    |
| ------ | ------- | ------- |
| 十二所 | 589世帯 | 1,322人 |

### 人口の変遷
国勢調査による人口の推移。
| 年                 | 人口  |
| ------------------ | ----- |
| 1995年（平成7年）  | 1,503 |
| 2000年（平成12年） | 1,575 |
| 2005年（平成17年） | 1,454 |
| 2010年（平成22年） | 1,377 |
| 2015年（平成27年） | 1,348 |
| 2020年（令和2年）  | 1,308 |

### 世帯数の変遷
国勢調査による世帯数の推移。
| 年                 | 世帯数 |
| ------------------ | ------ |
| 1995年（平成7年）  | 540    |
| 2000年（平成12年） | 593    |
| 2005年（平成17年） | 562    |
| 2010年（平成22年） | 581    |
| 2015年（平成27年） | 551    |
| 2020年（令和2年）  | 578    |

## 学区
市立小・中学校に通う場合、学区は以下の通りとなる（2017年7月時点）。
| 番地 | 小学校             | 中学校             |
| ---- | ------------------ | ------------------ |
| 全域 | 鎌倉市立第二小学校 | 鎌倉市立第二中学校 |

## 事業所
2021年（令和3年）現在の経済センサス調査による事業所数と従業員数は以下の通りである。
| 大字   | 事業所数 | 従業員数 |
| ------ | -------- | -------- |
| 十二所 | 47事業所 | 228人    |

### 事業者数の変遷
経済センサスによる事業所数の推移。
| 年                 | 事業者数 |
| ------------------ | -------- |
| 2016年（平成28年） | 46       |
| 2021年（令和3年）  | 47       |

### 従業員数の変遷
経済センサスによる従業員数の推移。
| 年                 | 従業員数 |
| ------------------ | -------- |
| 2016年（平成28年） | 264      |
| 2021年（令和3年）  | 228      |

## 交通

### 道路
- 神奈川県道204号金沢鎌倉線

## 施設

### 行政施設
- 鎌倉霊園

## 名所・旧跡

### 寺社
- 光触寺
- 明王院
- 十二所神社

### 史跡
- 朝夷奈切通（国指定史跡）

## その他

### 日本郵便
- 郵便番号 : 248-0001[3]（集配局 : 鎌倉郵便局[20]）。